# Juan Guillermo Ripperdá
Johan Willem Ripperda, VIII baron de Ripperda (ur. 1680 w Oldehove, Groningen (Holandia), zm. 5 listopada 1737 w Tetuan (Maroko)) – słynny awanturnik, który pełnił przez kilka miesięcy funkcję hiszpańskiego pierwszego sekretarza stanu od 12 grudnia 1725 – 14 kwietnia 1726.
Jego ojcem był oficer armii holenderskiej Ludolf Luirdt Ripperda (1648-1721).

## Polityk holenderski
Johan Willem Ripperda był deputowanym stanów prowincji Gronigen. Od 1707 roku obywatel miasta Groningen. W 1711 roku został deputowanym Stanów Generalnych Republiki Zjednoczonych Prowincji reprezentując w nich prowincję Groningen.

## Polityk hiszpański
W 1715 roku władze holenderskie wysłał Ripperdę do Madrytu był holenderskim posłem nadzwyczajnym/ambasadorem w Madrycie (w latach 1715-1718), gdzie dostrzegł go Giulio Alberoni. Johan Willem Ripperdá postanowił zmienić imiona na Juan Guillermo Ripperdá i przejść na służbę hiszpańską, w której znajdowało się wówczas wielu cudzoziemców; Francuz Jean Orry, i sam Alberoni – Włoch. W Hiszpanii sprzyjał katolikom.
Ripperda był zwolennikiem aktywnego zniszczenia francusko-brytyjskiego arbitrażu dyplomatycznego w Europie. Zamierzał bezpośrednio w rozmowach z wrogiem –  Austrią załatwić problemy, których nie mogli rozwikłać pośrednicy francuscy i brytyjscy. Jego działalność doprowadziła do powstania sojuszu wiedeńskiego (Hiszpania – Austria) i opozycyjnego sojuszu zwanego hanowerskim (Wielka Brytania – Republika Zjednoczonych Prowincji – Francja).

## Niełaska
Do roku 1727 Europa podzieliła się na dwa obozy. Ripperda miał zostać w 1726 roku aresztowany, za doprowadzenie do niebezpiecznej sytuacji międzynarodowej i za niekorzystne warunki traktatów z Wiedniem. (jednak jako pretekstu użyto oskarżeń o malwersacje – standardowego oskarżenia wysuwanego w takich wypadkach). Został on potraktowany jak kozioł ofiarny. Przed nienawiścią swych mocodawców Ripperda schronił się w brytyjskiej ambasadzie. Ambasador William Stanhope, 1. hrabia Harrington zapytał go czy jest podejrzany o jakieś przestępstwo, na co Ripperda odpowiedział, iż boi się jedynie ataku tłumu. Stanhope pozwolił mu na razie zostać w ambasadzie, po czym wystarał się o audiencję u króla Filipa, który pochwalił postępowanie dyplomaty. Kazał mu jedynie obiecać, że nie pozwoli Ripperdzie uciec. Jednak nieco później Rada Kastylii (Consejo de Castilla) uznała, że Ripperda dopuścił się  „obrazy majestatu”, i że wyprowadzenie go siłą z ambasady nie będzie sprzeczne z prawem narodów. Uczynił to nazajutrz alkad (alcalde – burmistrz) Madrytu w asyście 60 gwardzistów. Wywiązała się korespondencja, w której strona brytyjska nie zaprzeczyła prawomocności zatrzymania, lecz uchybiono ambasadorowi wywlekając ministra z ambasady, bez wystosowania prośby do Brytyjczyka o wydanie go. Już w XVII wieku obowiązywał w Hiszpanii zakaz poszukiwania azylu w innych miejscach niż sakralne, który to zapis skopiowali Portugalczycy (11 grudnia 1748 roku). Ripperda został zaaresztowany i zamknięty w zamku w Segowii. W 1728 zdołał uciec i wyjechał do Holandii i nawrócił się na protestantyzm a później w Maroku na islam.